# اتزیو آئودیتوره دا فرینتزه
اتزیو آئودیتوره دا فیرنتزه (به ایتالیایی: Ezio Auditore da Firenze) به معنی «اتزیو آئودیتوره اهل فلورانس»، یک شخصیت خیالی در مجموعه بازی‌های اساسینز کرید از شرکت یوبی‌سافت است. او به عنوان قهرمان اصلی در نسخه‌هایی از این سری که در دورهٔ رنسانس ایتالیا روایت می‌شود، شامل اساسینز کرید ۲، برادری و افشاگری‌ها حضور دارد. علاوه بر این، او به عنوان شخصیت مهمان در بازی‌های مبارزه‌ای همچون سول‌کالیبر ۵ (۲۰۱۲) و برالهالا (۲۰۱۷) حضور دارد. راجر کریگ اسمیت کار صداپیشگی شخصیت اتزیو را در بازی انجام می‌دهد.

## زندگی‌نامه اتزیو
اتزیو آئودیتوره دا فرینتزه (۱۵۲۴–۱۴۵۹) یک نجیب‌زاده اهل فلورانس در زمان رنسانس ایتالیا بود. او همچنین رئیس انجمن برادری اساسین در ایتالیا، بین سال‌های ۱۵۰۳ تا ۱۵۱۲ بود.
با اینکه پدر اتزیو، جیوانی آئودیتوره، یک اساسین بود، ولی خودش تا ۱۷ سالگی این موضوع را نفهمید. وقتی که پدر و دو برادرش را در یک توطئه اعدام کردند او که در شهر زادگاهش تحت تعقیب بود، با مادر و خواهرش از فلورانس فرار کرد و به سمت مونتریجیونی (ویلای عمویش) فرار کرد. عموی او، ماریو آئودیتوره، اتزیو را از راز پدرش با خبر کرد. اتزیو تمرینات خود را نزد ماریو شروع کرد. هدف اصلی اتزیو گرفتن انتقام از رودریگو بورجا، رئیس شوالیه‌های معبد، به خاطر اعدام خانواده‌اش بود.
اتزیو طی سفرهایش، صفحات کودکس که نوشته جدّش، الطائر بن لا أحد، را جمع‌آوری می‌کرد. او همچنین توانست شهرهای رُم، ونیز و فلورانس را از دست شوالیه‌های معبد خارج کند.
بعد از سال‌ها، اتزیو تصمیم گرفت تا دربارهٔ تاریخ حشاشین تحقیق کند. پس به سمت شهر تاریخی مصیاف، که یکی از پایگاه‌های اصلی حشاشین بود و همچنین در نسخه اول بازی نمایش داده می‌شود، حرکت کرد تا اسرار اجداد خود را پیدا کند. ولی بعد از رسیدن متوجه شد که آنجا را شوالیه‌های معبد مغول به دست گرفته بودند. پس به سمت قسطنطنیه حرکت کرد تا محل کلیدها و کتابخانه مخفی واقع در مصیاف را پیدا کند.
سال‌ها بعد اتزیو که از گروه حشاشین بیرون آمده بود در توسکانی و در ویلای خود همراه با همسر و دو فرزندش زندگی می‌کرد. او در هنگام گشت و گذار در شهر فلورانس به دلیل حمله قلبی در سن ۶۵ سالگی درگذشت (کلیپ اساسینز کرید: خاکسترها).

### کودکی و نوجوانی
اتزیو در تاریخ ۲۰ ژوئن ۱۴۵۹، در فلورانس به دنیا آمد. او دومین فرزند جیووانی آئودیتوره و ماریا آئودیتوره بود. در آغاز بازی کیش یک آدم‌کش ۲ بازیکنان شاهد متولد شدن اتزیو هستند. پدر او به نظر می‌رسید که یک بانکدار موفق باشد. اتزیو در نوجوانی پیش جیووانی تورنابونی برای یادگیری تجارت و بانکداری کارآموزی می‌کرد تا در آینده رئیس بانک آئودیتوره‌ها بشود.
مادر اتزیو کسی است که او را با هنرمند معروف آن زمان یعنی لئوناردو داوینچی آشنا می‌کند. لئوناردو بعداً یکی از بهترین دوست‌های اتزیو می‌شود و گاهی نیز برای او اختراعاتی مانند کایت می‌کند.

## داستان

### اساسینز کرید ۲

اتزیو آئودیتوره در اساسینز کرید: برادری

روزی اتزیو به خانه بازمی‌گردد و متوجه می‌شود که پدر و برادرهایش نیستند و خدمتکارشان به او می‌گوید که سربازان آن‌ها را به زندان برده‌اند. فردای آن روز پدر و دو برادرش را در میدان شهر و در مقابل مردم و خود اتزیو اعدام کردند. اتزیو پس از مدتی متوجه می‌شود که همه چیز زیر سر مردی به نام رودریگو بورجیا است. او دوستان صمیمی جیووانی را فریب داده و آن‌ها را متقاعد کرده بود تا به جیووانی، پدر اتزیو، خیانت بکنند. اتزیو پس از فهمیدن این موضوع عهد کرد تا همه آن‌ها را بکشد. او برای این کار از عموی خود، ماریو، کمک گرفت.
در این بین اتزیو متوجه می‌شود که همه چیز فقط به خاطر قدرت و پول نیست، بلکه همه چیز به خاطر یک جسم کروی به نام «قطعه بهشتی/ Piece Of Eden» است. توسط این قطعه می‌توان تمام افراد را کنترل کرد و آن‌ها را مجبور به اطاعت از خود کرد. 
اتزیو در طی حدود ۲۳ سال توانست همه عاملان قتل پدر و برادرانش را بکشد و فقط رودریگو بورجیا مانده بود. ولی او اکنون پاپ شده بود و قدرت زیادی داشت. با این حال اتزیو با او جنگید و او را شکست داد. ولی او را نکشت؛ زیرا اعتقاد داشت این کار پدر و برادرانش را برنمی‌گرداند.
سپس او، قطعه بهشتی را به عموی خود داد تا او، آن را در یک جای امن قرار دهد.

### اساسینز کرید: برادری
پس از رها کردن رودریگو بورجیا، اتزیو به سمت ویلای عموی خود حرکت کرد. فردای آن روزی که به ویلا رسید، با صدای توپ از خواب بیدار شد و فهمید که ویلا تحت حمله قرار گرفته است. هنگامی که در حال دفاع از شهر بود، متوجه شد که دروازه ورودی باز می‌شود و چزاره بورجا در حالی که ماریو را گروگان گرفته و قطعه بهشتی را در دست دارد وارد شهر می‌شود. سپس او ماریو را می‌کشد. اتزیو در همین لحظه مورد اثابت تیر قرار می‌گیرد و بیهوش می‌شود.
پس از به هوش آمدن تصمیم می‌گیرد که یه جنگ با چزاره برود. او بعد از حدود ۸ سال توانست چزاره را بکشد و قطعه بهشتی را پس بگیرد.

### اساسینز کرید: افشاگری‌ها
اتزیو پس از سال‌ها متوجه می‌شود که پدرش در نامه‌ای به کتابخانه‌ای مخفی در مصیاف اشاره می‌کند. به همین علت او تصمیم می‌گیرد تا به مصیاف برود و کتابخانه مخفی را کشف و راز اجداد خود را کشف کند. برای این کار باید به کلیدهای مصیاف که کلید ورود به کتابخانه است را پیدا کند. با هر بار پیدا کردن یک کلید مصیاف، اتزیو وارد خاطرات جدّش، الطائر بن لا أحد، می‌رود. پس از به دست آوردن همهٔ کلیدهای مصیاف، اتزیو وارد کتابخانه می‌شود و جسد جدّش، الطائر، را در حالی که روی صندلی است می‌بیند. او سپس یک صندوقچه مخفی پیدا می‌کند که در آن یک قطعه بهشتی دیگر در آن است. ولی اتزیو از برداشتن آن امتناع می‌کند؛ زیرا به نظر او این همه اتفاق برای یک نفر کافی است و در این حین، او شمشیر و تیغهٔ مخفی خود را درمی‌آورد و در آنجا می‌گذارد و آنجا را ترک می‌کند.

## مرگ
وی در سال ۱۵۲۴ در سن ۶۵ سالگی، در میدان شهر فلورانس توسط یک مزدور توسط تزریق زهر کشته شد. آخرین روزهای زندگی او در فیلم پویانمایی کوتاهی تحت عنوان اساسینز کرید: خاکسترها (۲۰۱۱) به تصویر کشیده شده است.

## محبوبیت
اتزیو آئودیتوره در کتاب رکوردهای جهانی گینس در رده سی‌وپنجم شخصیت‌های محبوب بازی‌های کامپیوتری قرار دارد و به عنوان محبوب‌ترین شخصیت سری بازی‌های اساسین کرید شناخته می‌شود.